# Hala „Obuwnik” w Prudniku
Hala „Obuwnik” w Prudniku (Hala sportowa ASiP Prudnik) – wielofunkcyjna hala widowiskowo-sportowa w Prudniku, położona przy ul. Łuczniczej 1. Swoje spotkania rozgrywają na niej m.in. koszykarze klubu Pogoń Prudnik oraz siatkarze klubu SPS Prudnik. Początkowo należała do klubu łuczniczego Obuwnik Prudnik. Opiekę nad halą sprawuje Agencja Sportu i Promocji w Prudniku.

## Położenie
Hala znajduje się w południowej części miasta, przy ulicy Łuczniczej 1, około 700 m od centrum miasta, przy drodze na Czyżykową Górę (265 m n.p.m.). Obok niej przepływa rzeka Prudnik. W jej sąsiedztwie znajduje się tor łuczniczy do 90 m oraz odremontowany Hotel „Olimp” z restauracją i pubem sportowym.

## Historia
Hala została wybudowana w latach osiemdziesiątych, jako własność klubu łuczniczego KS Obuwnik Prudnik. Powstała w sąsiedztwie toru łuczniczego i hotelu „Obuwnik” (obecnie „Olimp”), zbudowanych w latach 70. w miejscu dawnego stawu z inicjatywy kierownictwa prudnickich zakładów obuwniczych. Pierwsze zawody w hali odbyły się w kwietniu 1989.
Wkrótce do hali „Obuwnik” przenieśli się koszykarze Pogoni Prudnik, którzy do tej pory rozgrywali swoje mecze w hali „Kabewiak” w byłych koszarach wojskowych przy ulicy Grunwaldzkiej.
W 2010 KS Obuwnik Prudnik sprzedał swój hotel, połączony z halą. Od 2013 na hali swoje mecze rozgrywa klub siatkarski SPS Prudnik. W 2014 odbyła się przebudowa zasilania hali, a także otrzymała ona nowe oświetlenie. W 2018 wykonano remont części hali, a także zainstalowano nowe nagłośnienie.
Wnętrze hali zostało zalane podczas powodzi we wrześniu 2024. Fala wody zerwała parkiety, zniszczyła trybuny i wyrwała drzwi. Pogoń Prudnik rozpoczęła zbiórkę pieniędzy na remont hali. Zbiórkę wsparł finansowo m.in. Marcin Gortat. 28 września 2024 w Warszawie odbył się charytatywny mecz koszykarski „Olimpijczycy i Paraolimpijczycy dla Powodzian”, z którego dochód został przeznaczony na remont hali „Obuwnik”. W meczu wystąpili polscy olimpijczycy reprezentujący różne dyscypliny sportu: Klaudia Zwolińska, Martyna Swatowska-Wenglarczyk, Aleksandra Jarecka, Marta Walczykiewicz, Anastazja Kuś, Anna Puławska, Natalia Madaj-Smolińska, Tomasz Kucharski, Dariusz Kowaluk, Joanna Cupryś-Szwichtenberg, Elżbieta Nowak, Beata Predehl, Damian Czykier, Łukasz Gutkowski, a trenerami drużyn byli Edyta Koryzna i Piotr Renkiel. 7 października 2024 we wnętrzu hali odbyła się konferencja prasowa z udziałem ministrów Marcina Kierwińskiego i Sławomira Nitrasa.

## Charakterystyka

### Podstawowe parametry
- szerokość: 26,6 m
- długość: 103 m
- powierzchnia użytkowa: 2400 m²[2]

Pojemność hali wynosi około 1600 osób. Rekord to 2200 widzów.

### Infrastruktura i użytkowanie
Hala widowiskowo-sportowa „Obuwnik” posiada trzy boiska do siatkówki, dwa boiska do koszykówki, dwa boiska do tenisa ziemnego, boisko do piłki ręcznej i nożnej i boisko do unihokeja. Odbywają się tu także międzynarodowe zawody karate oraz łucznicze. Agencja Sportu i Promocji w Prudniku organizuje w niej rozgrywki amatorskiej Prudnickiej Ligi Siatkówki, Prudnickiej Ligi Koszykówki NBA i Prudnickiej Ligi Halowej Piłki Nożnej.
Z hali korzystają lokalne kluby sportowe, w tym m.in.: KS Pogoń Prudnik (koszykówka), KS Obuwnik Prudnik (łucznictwo), LKS Zarzewie Prudnik (karate), MKS Smyk Prudnik (koszykówka), MKS Pogoń Prudnik (piłka nożna), UKS Orlik Prudnik (piłka nożna), SPS Prudnik (siatkówka), LZS-y (piłka nożna) i prudnickie szkoły.
Oprócz wydarzeń sportowych, na terenie hali organizowana jest Wystawa Twórców Ludowych i Rzemiosła Artystycznego Pogranicza Polsko-Czeskiego, Targi Przedsiębiorczości i Rzemiosła Inter-Region „Dom i Ogród” i Targi Ślubne.